# ويدن (باكينجهامشير)
ويدن (بالإنجليزية: Weedon, Buckinghamshire)‏ هي قرية وأبرشية مدنية تقع في المملكة المتحدة في إنجلترا. يقدر عدد سكانها بـ 275 نسمة .